# Tosxampila annae
Tosxampila annae is een vlinder uit de familie Castniidae. De soort komt voor in het Neotropisch gebied.